# Bandoneon

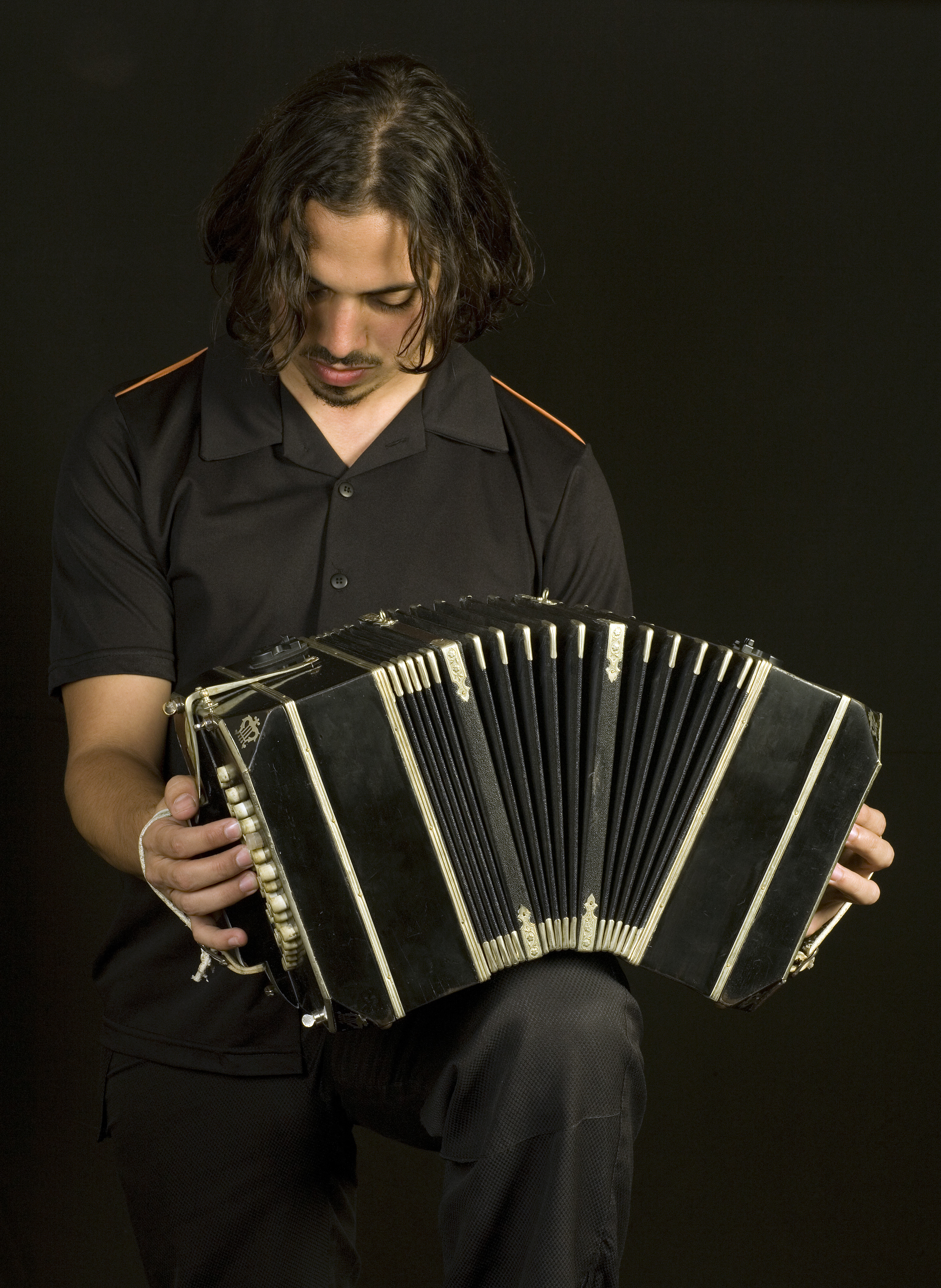
Bandoneon

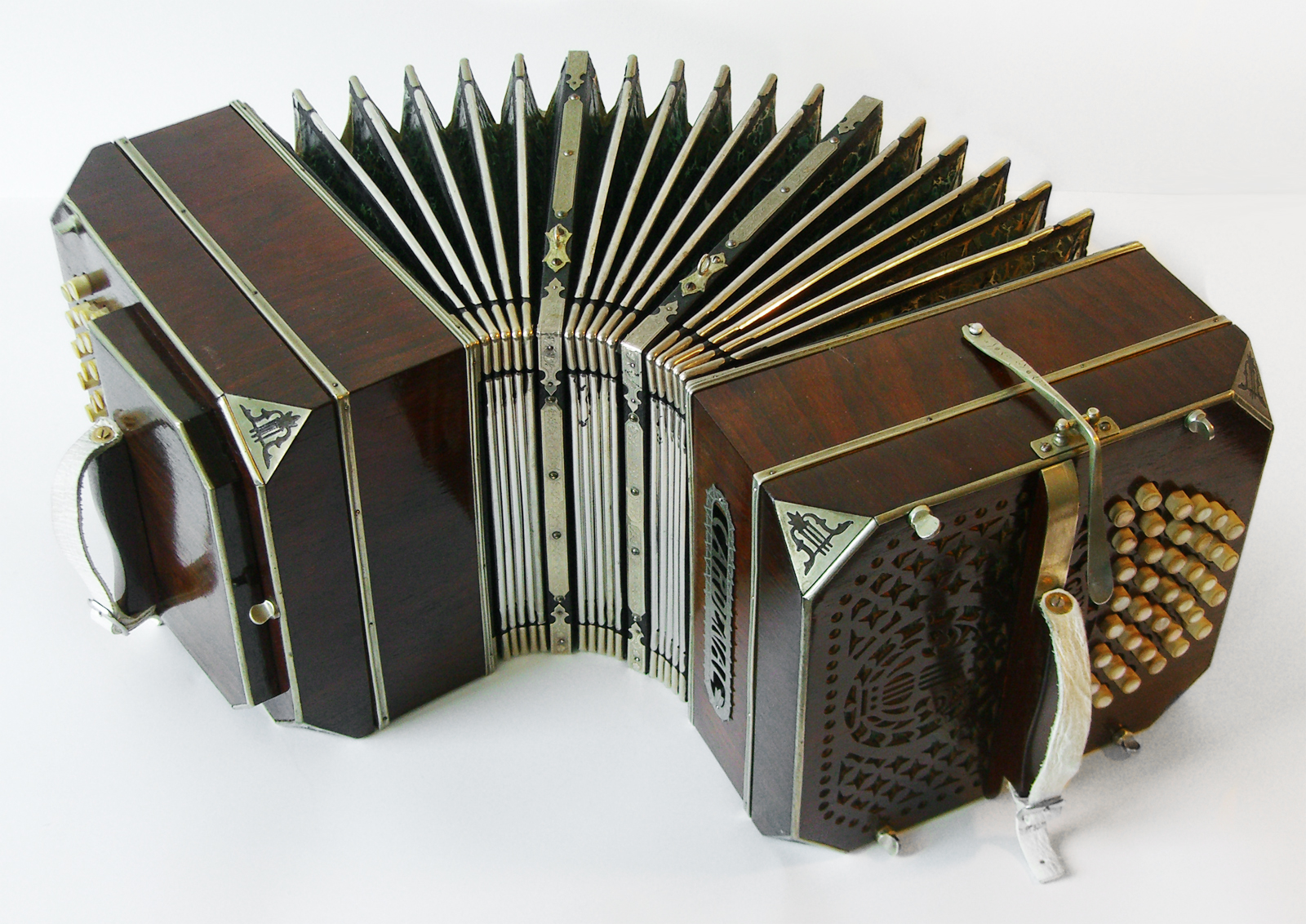
Bandoneon Cardenal (hergestellt von ELA für Hohner, vor 1939)

Das Musikinstrument Bandoneon, ursprünglich Bandonion, ist ein von Heinrich Band konstruiertes Handzuginstrument aus der Gruppe der Harmonikainstrumente, das aus der Konzertina entwickelt worden ist.

## Aufbau

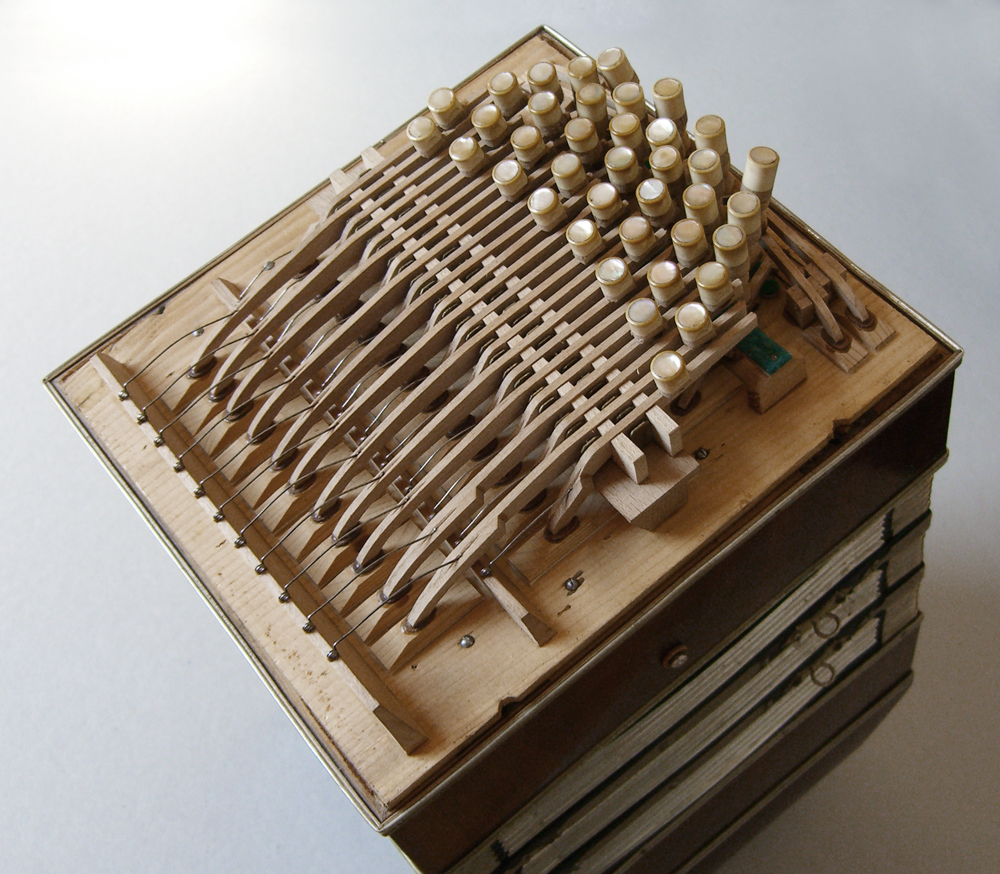
Knöpfe und Mechanik

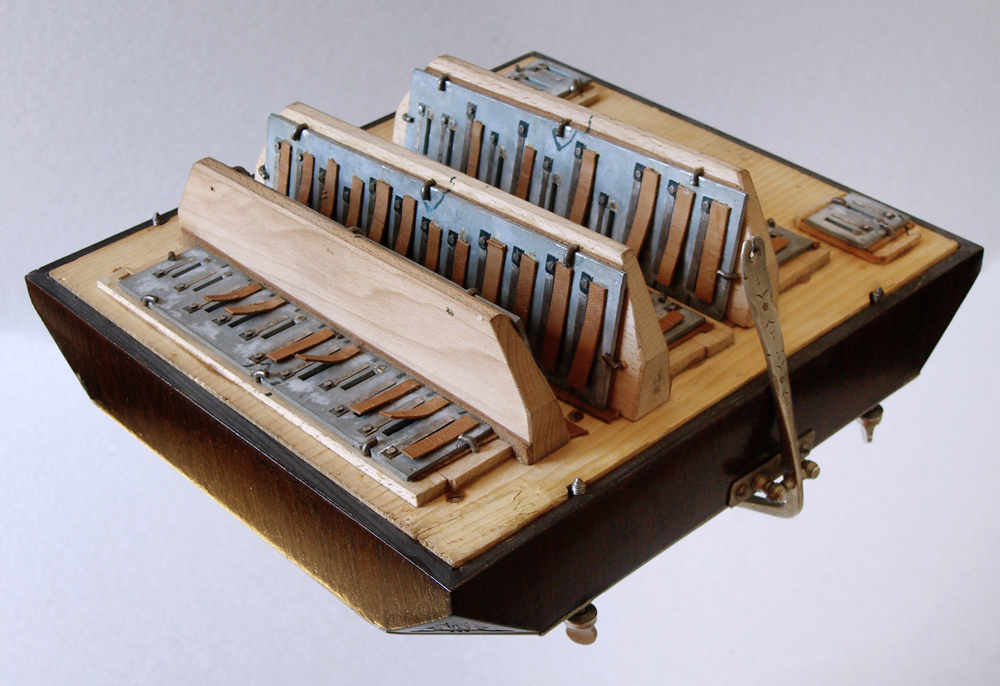
Stimmstöcke mit Zungen

Das Gehäuse des Bandoneons hat im Gegensatz zu dem des Akkordeons meist einen quadratischen Querschnitt. Zwischen zwei Stirnstücken ist ein Balg aus Balgkarton in Holzrahmen (Erlen- oder Ahornholz) und Ziegenleder montiert. Durch Aufziehen und Zusammendrücken des Balges entsteht in seinem Inneren ein Unter- oder Überdruck. Über mit den Fingern zu drückende Knöpfe an den beiden Stirnseiten (sowohl Diskant- als auch Bassteil) können für einzelne Töne Ventile geöffnet werden. Die dann durchströmende Luft bringt auf sogenannten Stimmstöcken angeordnete Metallzungen verschiedener Tonhöhen zum Schwingen.
Die Oktavverdopplung, das heißt, pro Ton schwingen zumeist zwei Zungen (zweichörig), sorgt für klangvolle, sanfte, aber auch scharfe, brillante Töne. Weitere Besonderheiten, wie das Klappern der Knöpfe sowie Luftgeräusche beim Spielen, bestimmen die unverwechselbare Klangfarbe gegenüber anderen Harmonikainstrumenten. Im Unterschied zum Akkordeon hat das Bandoneon keine mechanisch voreingestellten Akkorde, sondern wie das Klavier nur Einzeltöne.

## Tastatursysteme und Tonumfang
Beim wechseltönigen Bandoneon sind die meisten Tasten bzw. Knöpfe wechseltönig. Wechseltönige Tasten erzeugen bei Druck und Zug des Balges einen unterschiedlichen Ton. Beim gleichtönigen Bandoneon erklingt dagegen der gleiche Ton bei Druck- und Zugspiel, somit entspricht die Anzahl verschiedener Töne auf einer Seite des Instrumentes ungefähr der Anzahl der Tasten dieser Seite. Insgesamt kann über fast fünf Oktaven gespielt werden. Es gibt diatonische und chromatische Instrumente.
Die bekanntesten noch gespielten und hergestellten Bandoneontypen sind:
Wechseltönig, wird mit vier Fingern gespielt.
- Rheinische / Argentinische Lage, Tonumfang 142 oder 152, nicht durchgängig chromatisch (es fehlen einige Töne). Die Anordnung der Tasten ist nicht bei allen Herstellern gleich.
- Einheits-Bandoneon, Tonumfang 144. Tonbereich rechts: g bis a3, links: C bis b1. Die Fingersätze sind einfacher als bei der Rheinischen Lage.

Gleichtönig, wird mit vier Fingern gespielt.
- Kusserow-Bandoneon
- Manouri System (teilweise C-Griff), Tonumfang 148, 34 Tasten, Tonbereich C bis a1 (34 Töne).
- Peguri System (teilweise C-Griff), Tonumfang 146, 33 Tasten, Tonbereich Fis bis cis2 (32 Töne).
- Traditioneller C oder B-Griff: Tonumfang 154, 37 Tasten, Tonbereich B bis b1 (37 Töne).
- Hybrid-Bandoneon (C oder B-Griff) entsprechend dem Knopfakkordeon auch mit fünf Fingern spielbar. Die Anzahl der Tasten geht von 2 × 37 bis 2 × 39.

Diese Reihe von Fotos zeigt die inneren Bausteine eines modernen Bandoneons:

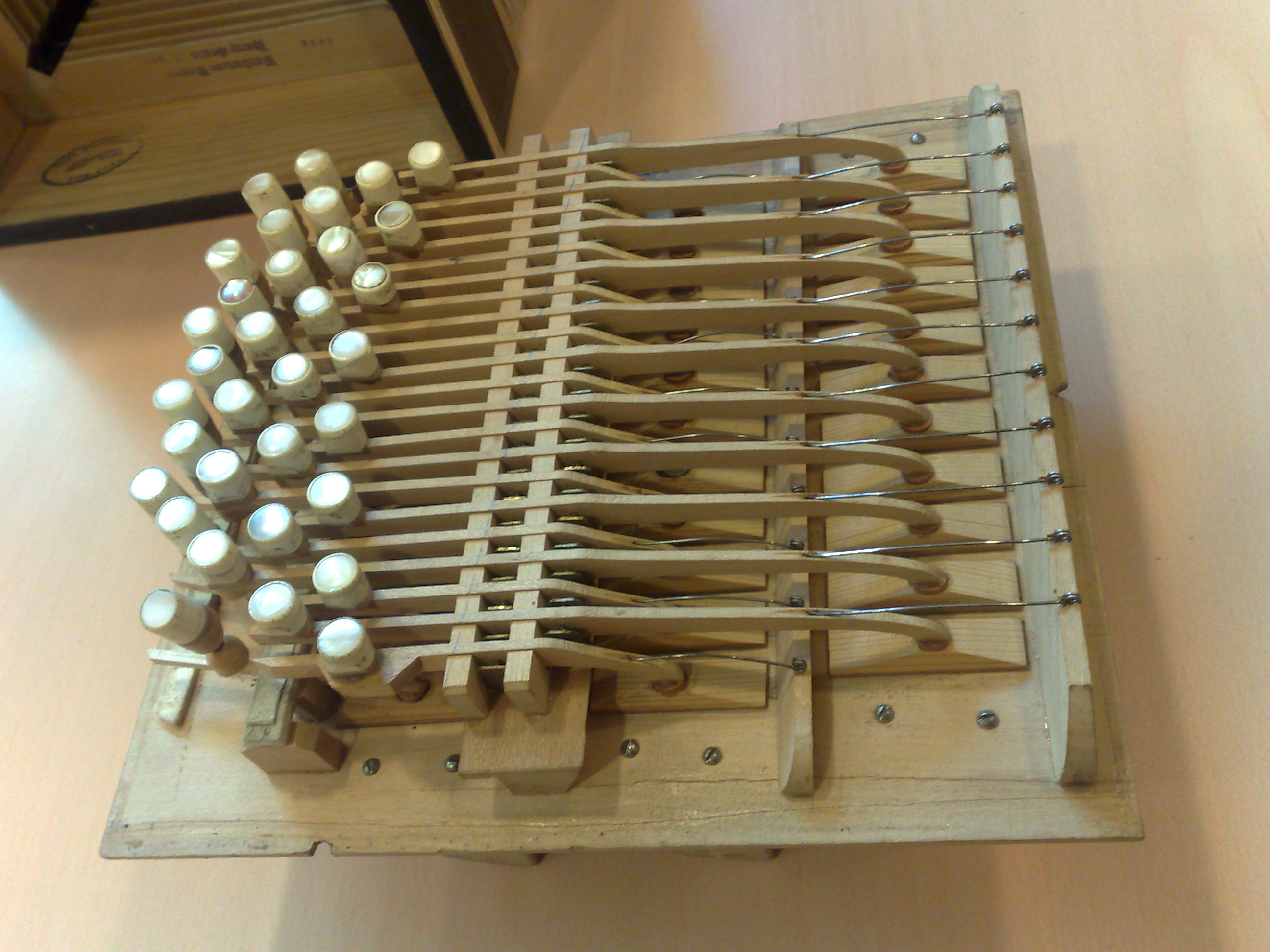
Mechanik
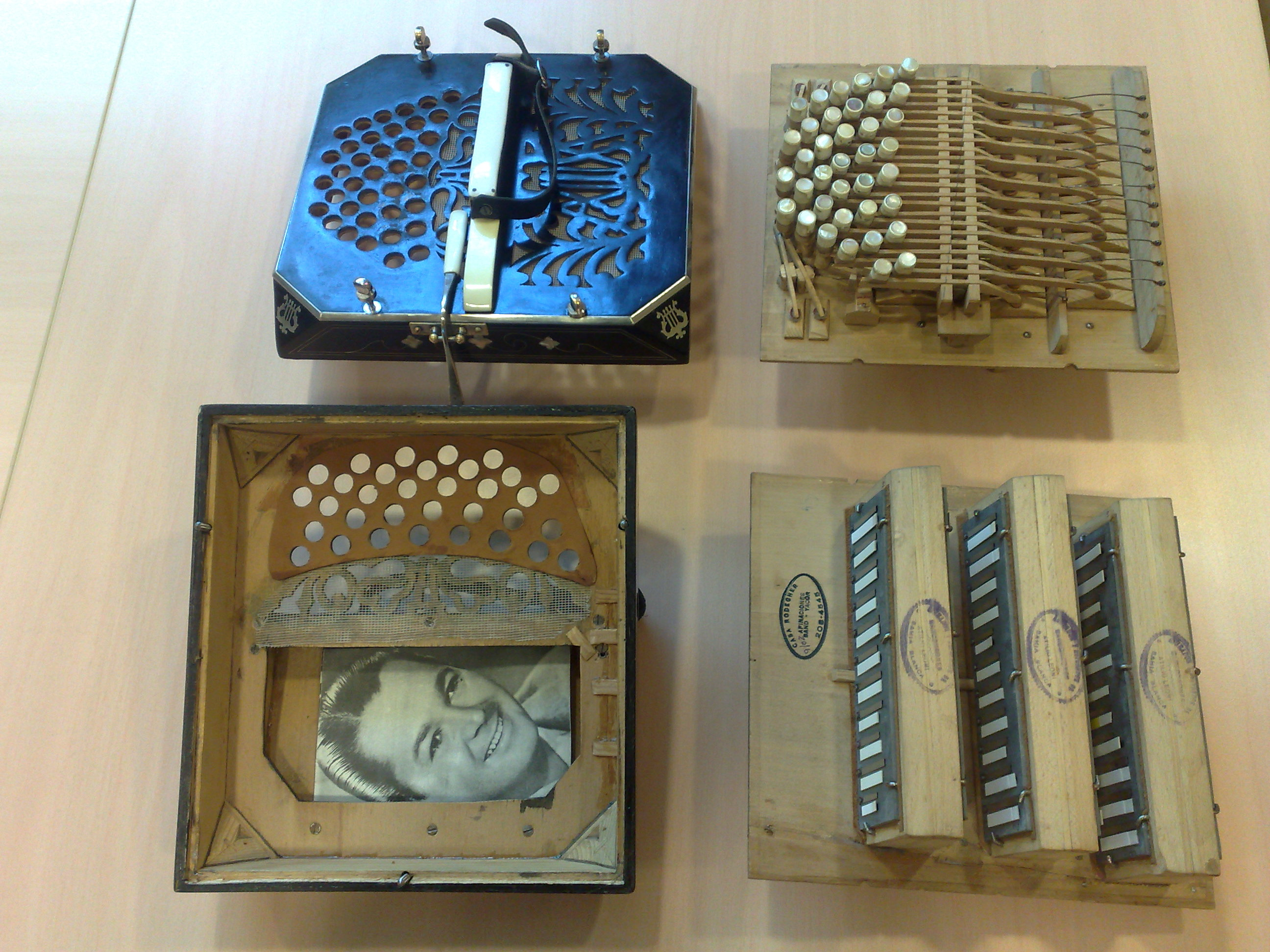
In- und Exterior eines Seitenteils
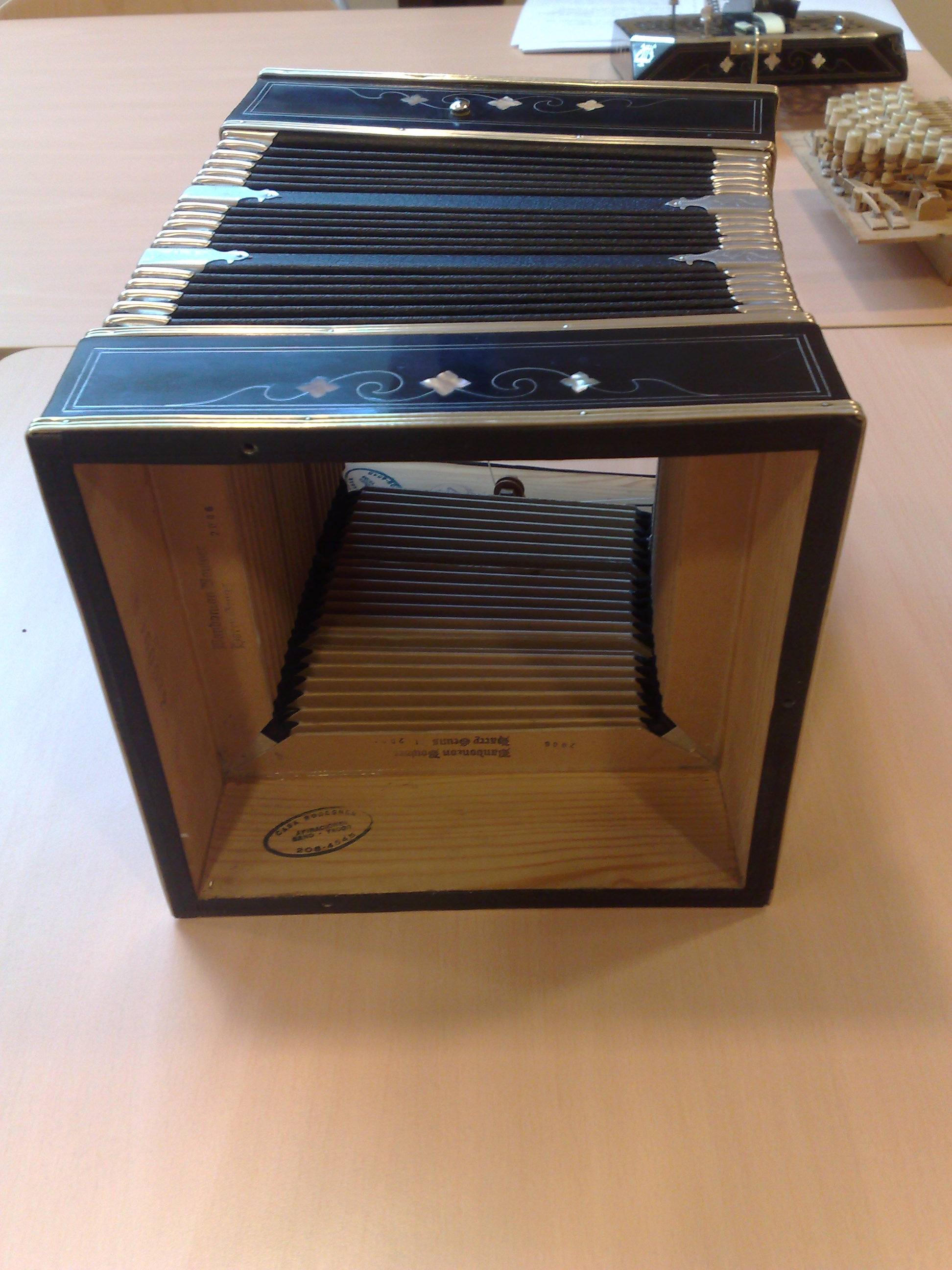
Balg, Lateralsicht
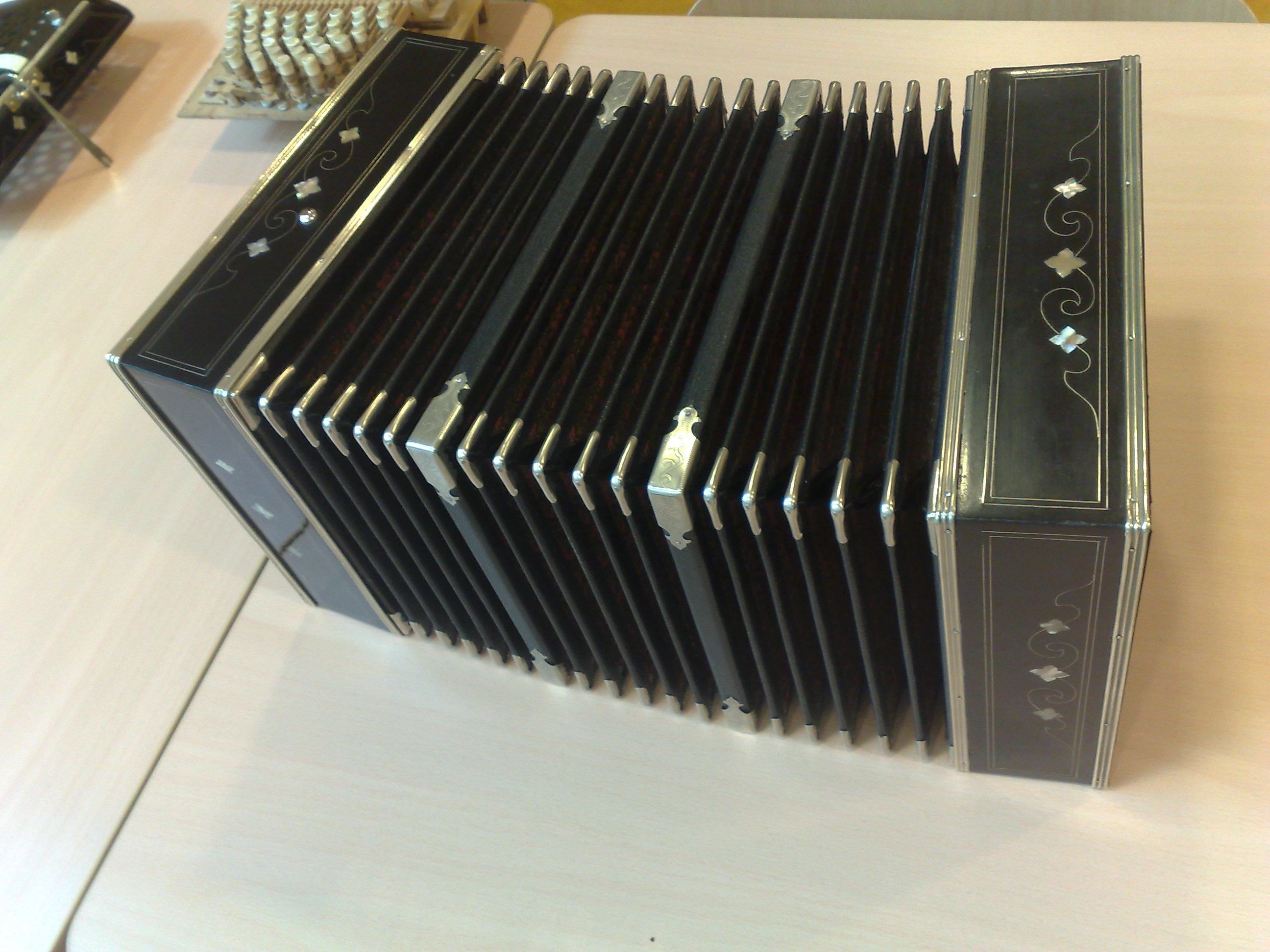
Balg, Frontalsicht
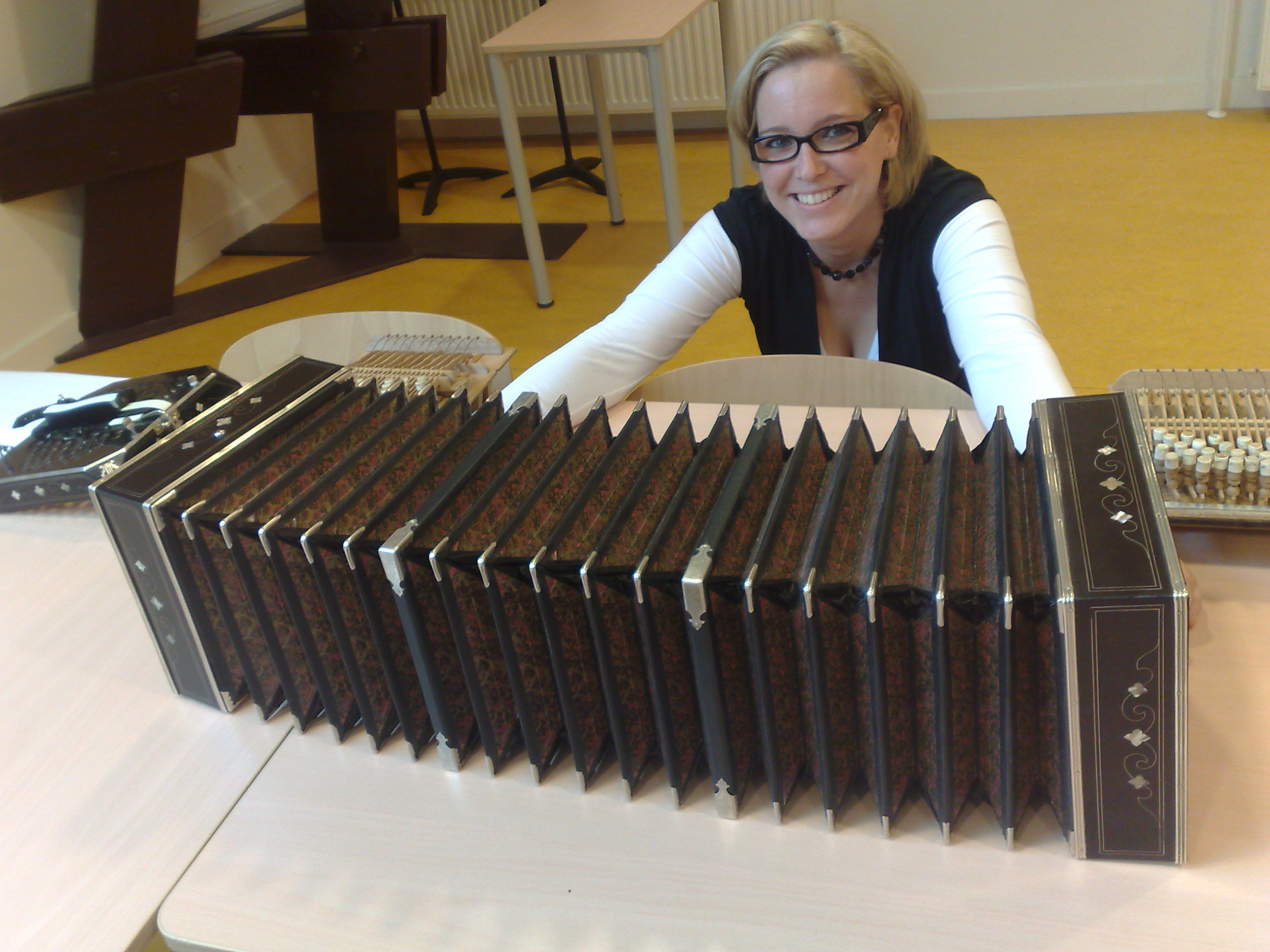
Balg, auseinandergezogen

## Geschichte

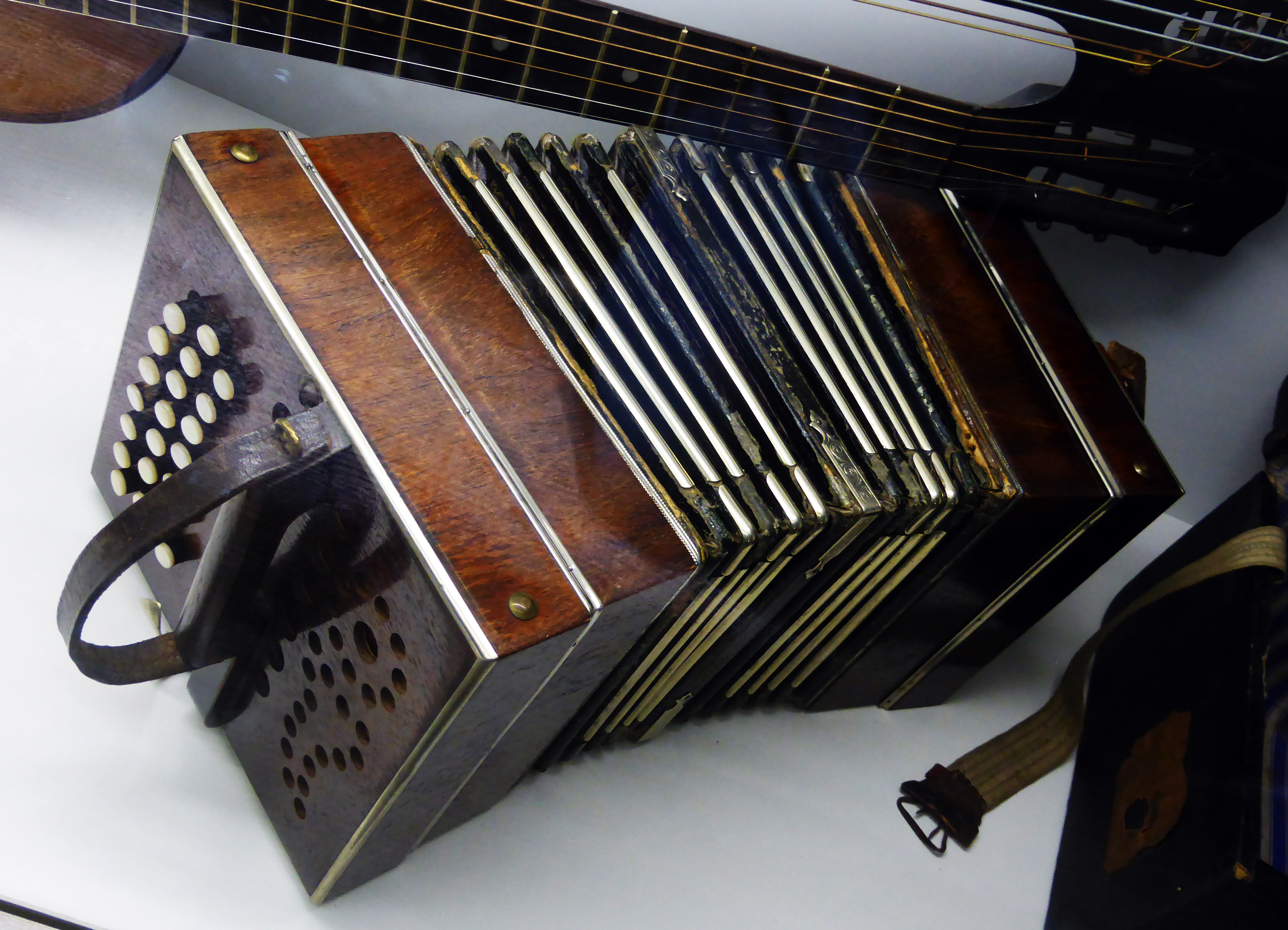
Bandoneon von F. Lange vorm. C. F. Uhlig

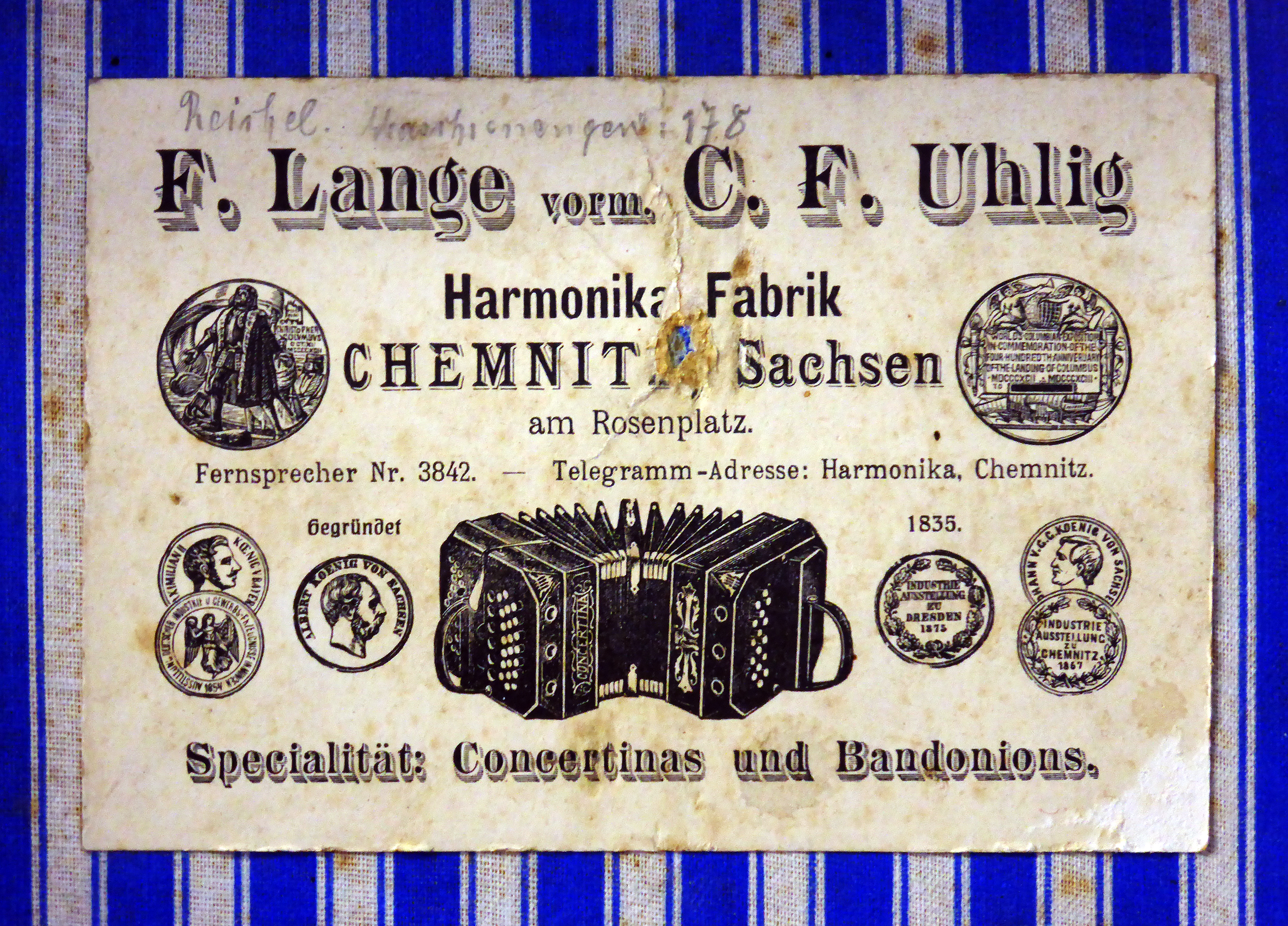
Kofferetikett F. Lange vorm. C. F. Uhlig

### Erfinder
Die Bauform des Bandoneons ist als erstes bei dem Instrumentenbauer Carl Friedrich Uhlig (* 23. April 1789 in Chemnitz; † 9. Juli 1874 in Chemnitz) belegt. Dieser begann um 1834 20-tönige, später 40-tönige und noch größere Konzertinas herzustellen. Das Tastatursystem des Bandoneons ist eine Erweiterung bzw. Abwandlung des Systems von Uhlig durch den Krefelder Musiklehrer Heinrich Band. Es wird vermutet, dass Band bereits 1840 bei Uhlig in Chemnitz die 54-tönige Concertina erlernt hatte und sie für sein Krefelder Stadtorchester benutzte. Nachgewiesen ist, dass Band zunächst in Böhmen Konzertinas aufkaufte, an denen er als erster maßgebliche Veränderungen vornahm, weil er den geringen Tonumfang (54 Töne) der damaligen Konzertinas unzureichend fand. Band fertigte zuerst 64-tönige, später 88-tönige Instrumente, die rechts 23 und links 21 Tasten besaßen. Der Tonumfang reichte auf der Melodieseite von c bis e3, auf der Bassseite von D bis d′. Band verkaufte seine Instrumente ausschließlich in seinem Krefelder Musikaliengeschäft, das er von seinem Vater übernommen hatte. Mit den Erfahrungen seiner musikalischen Praxis im Krefelder Stadtorchester entwickelte er 1846 ein 100-töniges Instrument (vgl. Enkel Alfred Band, 1926).

### Namensgebung
Heinrich Band nannte seine neuen Instrumente „Bandonion“. Wahrscheinlich orientierte er sich bei der Namensfindung am kommerziellen Erfolg des 1829 in Wien entwickelten Accordions. Das ,Accordion‘ (damalige Schreibweise) wurde zu einer weitverbreiteten Instrumentenbezeichnung. Den auf C. F. Uhlig in Chemnitz zurückgehenden neuen Harmonika-Typ von 1834 nannte man anfangs „Accordion neuer Art“ oder einfach „Harmonika“. Vermutlich 1851, mit der Weltausstellung in London, wandte Carl Friedrich Zimmermann aus Carlsfeld im Erzgebirge, in der Nähe des vogtländischen Musikwinkels, erstmals den englischen Begriff Concertina auf das deutsche Instrument an. Weil es sich von dem englischen Instrument unterschied, nannte man es später etwas korrekter „deutsche Concertina“ bzw. „Konzertina“.
Das von Band entwickelte ‚Bandonion‘ war eine Variante der seit zwanzig Jahren existierenden deutschen Concertina. Bei der Suche nach einem eigenen, unverwechselbaren Namen kombinierte Band seinen Namen mit der vom Accordion bekannte Endung -ion. Vermutlich aus Gründen des Wohlklangs fügte er noch eine Silbe ein, und es entstand das „Bandonion“.
Wann die Schreibweise von Bandonion in Bandoneon geändert wurde, ist unklar. Der Musikwissenschaftler Ziegenrücker etwa nannte noch 1979 das Instrument „Bandonion“.
Eine Anekdote: Als Band am 12. August 1855 erstmals in einer Tageszeitung für sein Instrument warb, unterliefen dem Setzer zwei Fehler, so dass es hier als „Bandanino“ bezeichnet wurde.

### Weitere Entwicklung
Das Bandoneon wurde sehr schnell über die Stadtgrenzen Krefelds hinaus in ganz Deutschland bekannt und geschätzt. Band verbesserte den Tonumfang von 106 auf 112, dann auf 128 und zuletzt auf 130 Töne. 1924 wurde vom Deutschen Konzertina- und Bandoneon-Bund ein sogenanntes „Einheitsbandoneon“ mit 72 Tasten und 144 Tönen festgelegt. Davon sind 20 Tasten nicht wechseltönig.
Aus dem Bandoneon wurde ca. 1890 ein anderes Handzuginstrument, die Symphonetta entwickelt.

## Bandoneon-Spiel
Zum Konzept des in seiner Größe praktischen, „einfachen“ und finanziell erschwinglichen Instrumentes gehörte auch die Entwicklung der Griffschrift (eine Art Tabulatur), um das Erlernen des Bandoneons zu vereinfachen. Dadurch konnten Bandoneonspieler das Instrument auch ohne Notenkenntnisse spielen. Allerdings müssen so musikalische Werke auf dieses sogenannte Waschleinensystem mit Zahlen und Notenwertangaben umgeschrieben werden.
Um 1900 entstanden in Deutschland innerhalb der Arbeiterbewegung viele Bandoneonvereine (1939 gab es ca. 686 Vereine), die sich dem Zusammenspiel zumeist einfacher Volksmusik verschrieben hatten. Noch in den 1930er Jahren gehörte das Bandoneon zum Grundinstrumentarium der Tanz- und Unterhaltungskapellen. Nach 1950 gab es sehr viele Bandoneonvereine, in denen hauptsächlich im vierstimmigen Satz zusammen gespielt wurde.
In Europa und Deutschland wurde das Bandoneon allmählich durch das einfacher spielbare Akkordeon verdrängt, u. a. auch, weil es dasselbe Hörgefühl erzeugte wie der hier bevorzugte Bandoneontyp mit schwingendem, vollem Ton und die mehrheitlich wechseltönigen Instrumente nach Noten (also ohne Griffschrift) nur schwer erlernbar sind.
Das Bandoneon wird nicht umgehängt, sondern auf den Knien gehalten. Es wird bedingt durch die vielfältigen Klangmöglichkeiten als ausdrucksstarkes Soloinstrument und ebenso als Ensembleinstrument in verschiedenen Musikstilen eingesetzt.
Bandoneon kann in Europa in Paris und Rotterdam studiert werden.

## Bandoneon und Tango
Die größte Popularität des Instrumentes steht in unmittelbarem Zusammenhang mit dem Tango. Bereits im frühen 20. Jahrhundert war das Instrument ein prägender Bestandteil eines Orquesta Típica. Auch in späteren musikalischen Entwicklungen wie dem Tango Nuevo und auch dem Electrotango blieb der prägende Einfluss des Bandoneons erhalten. In vielen Tangos besungen, stiftet das Bandoneon mit dem Tango bis heute eine Identität und wird in Südamerika liebevoll auch als beste deutsche Erfindung gepriesen. Die Bandoneonisten in den dortigen Barrios haben die Bandoneon-Spieltechnik und Stilistik seit vielen Generationen vorzüglich gepflegt und weiterentwickelt. Es wird nach Noten gespielt und gelehrt.
Nach Argentinien und Uruguay gelangte das Bandoneon vermutlich zunächst über die USA. Der deutsche Einwanderer Wilhelm Seyffardt ließ sich 1855 von seinem Bruder in Krefeld ein „Accordion“ nach Amerika schicken, dies war auf jeden Fall ein „Bandonion“.
Seeleute und vor allem um 1900 die vielen europäischen Einwanderer gaben dem Instrument in den Hafenkneipen und Bordellen von Buenos Aires und Montevideo ein neues Zuhause.
Die Südamerikaner bevorzugten einen bestimmten Instrumententyp: 142-tönig (die „Rheinische Lage“), im Ton scharf bis sanft, schwermütig und mysteriös zugleich. Bautechnisch bedingte Eigenheiten wie das Klappern der Tasten und Luftgeräusche wurden positiv angesehen und organisch ins Spiel des Instrumentes integriert.
Aus Argentinien ist das Bandoneon dann mit der neuen Spielweise und dem Tango zurück nach Europa gekommen.

## Hersteller in Vergangenheit und Gegenwart

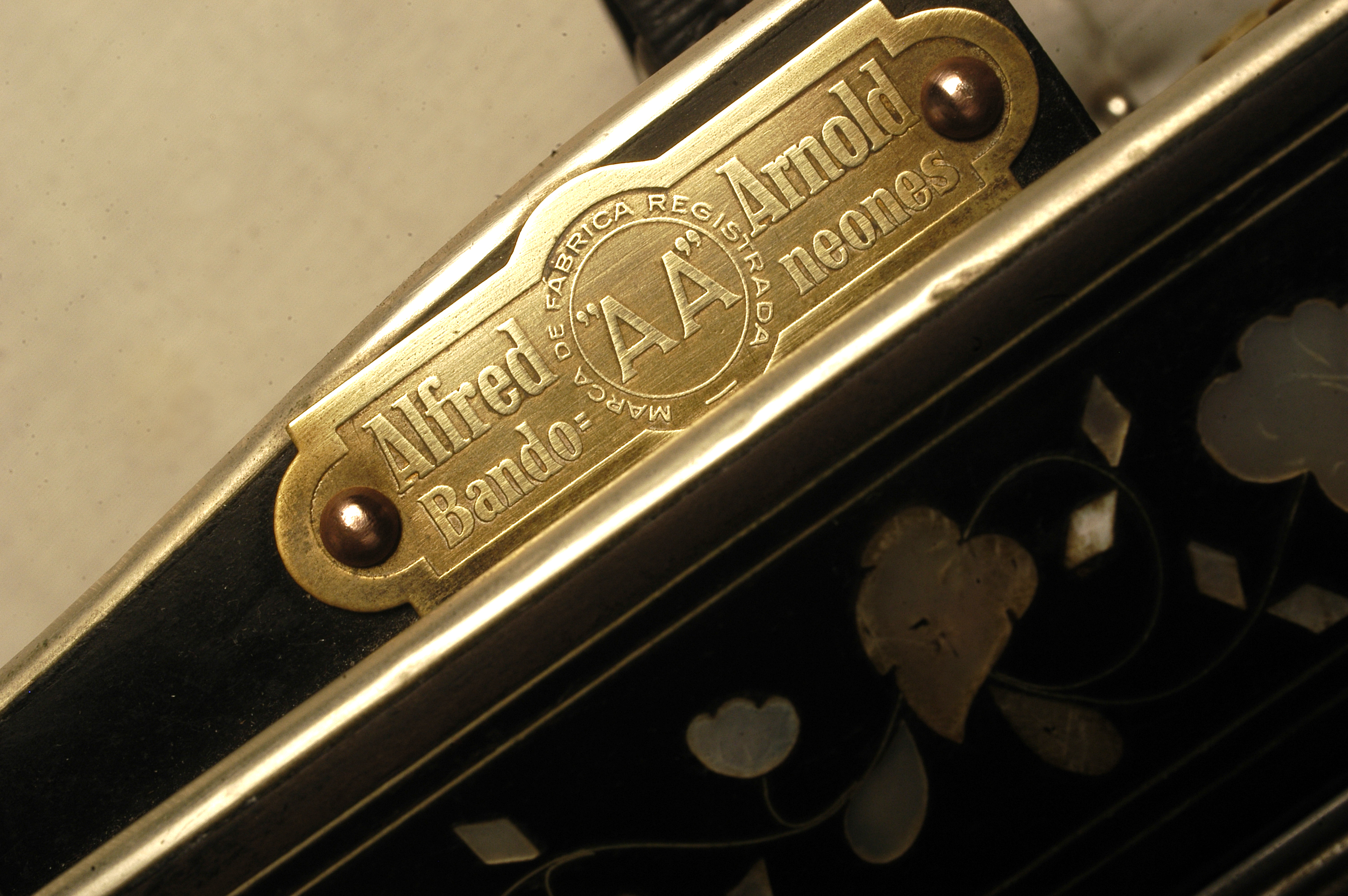
Detail Bandonion AA

Am berühmtesten sind die Instrumente aus der nicht mehr existierenden Fabrik von Alfred Arnold in Carlsfeld (Eibenstock), einem kleinen Ort im Erzgebirge.
Von dort wurden bis ca. 1945 ungefähr 30.000 Bandoneons nach Argentinien und Uruguay exportiert.
Mit dem Ende der Bandoneonproduktion um 1948 (durch Enteignung der Firma) verschwanden allerdings die Unterlagen für den dortigen Bandoneonbau. Arno Arnold, ein Neffe des Gründers Alfred Arnold, produzierte in der Rhein-Main-Gegend noch einige Jahre lang Bandoneons, die aber nicht mehr die Qualität der AA-Instrumente erreichten. Bei diesen Instrumenten aus den 50er Jahren waren die Stimmplatten meist aus Aluminium statt Zink. Weltweite Forschungen und Bauversuche erreichen bis heute nicht den unvergleichlichen Ton der alten Instrumente.
Heute gibt es nur noch eine Handvoll Bandoneonbauer, die meist individuell nach Bestellung bauen.
Allerdings kann man sehr komplette Sammlungen in Deutschland besuchen, wie beispielsweise das Bandonium-Museum in Lichtenberg und das Tango- und Bandoneonmuseum in Staufen im Breisgau.
Seit 2007 gibt es in Carlsfeld wieder einen Meisterbetrieb für Handzuginstrumente, wo Bandonions neu gebaut und repariert werden. In Klingenthal wurde 2003 die Bandonionfabrik Klingenthal GmbH gegründet, die Bandonions, inzwischen auch für Kinder, produziert und den Anspruch erhebt, in Aufbau, Klang und Qualität den legendären Instrumenten aus der Manufaktur von Alfred Arnold gleichzukommen.

## Bekannte Solisten

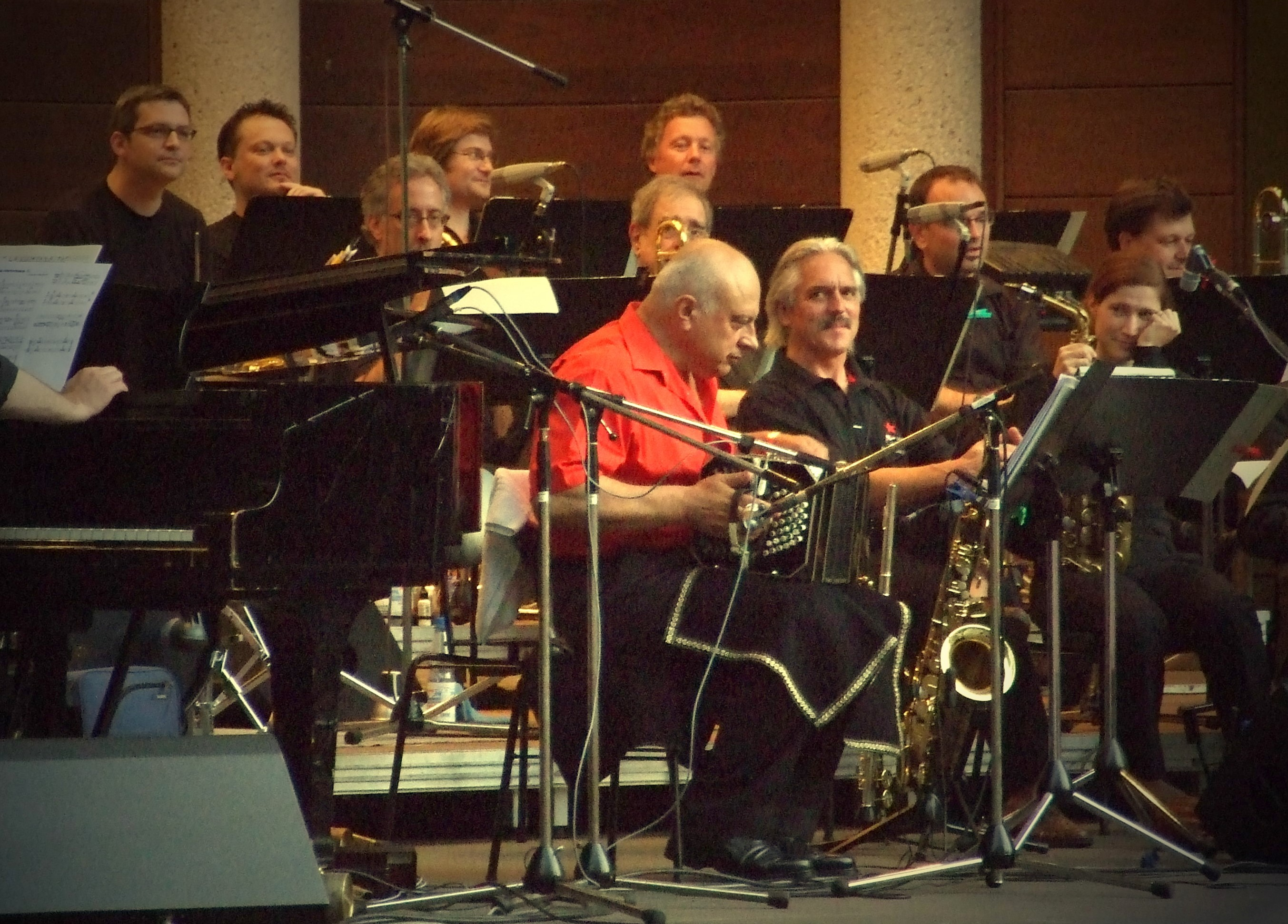
Enrique Telleria 2009

- Henrik Albrecht, deutscher Komponist und Bandoneonspieler
- Claudio Constantini, peruanischer Solist und Komponist, lebt in Spanien
- Luis Di Matteo, uruguayischer Solist, Komponist und Arrangeur, Tango-Literatur
- Leopoldo Federico, Solist, Komponist und Arrangeur, Tango-Literatur
- Raúl Garello, Solist, Komponist und Arrangeur, Tango-Literatur
- Per Arne Glorvigen, norwegischer Bandoneonsolist, der in Paris lebt
- Klaus Gutjahr, Bandoneonsolist und Hersteller
- Bettina Hartl (* 1977), Bandoneonsolistin und Komponistin
- Rocco Heins, Solist, vor allem Tango, auch Bandoneonunterricht, -stimmung und Restauration alter Instrumente
- Lothar Hensel, Solist, vor allem Tango; Komponist
- Louise Jallu, Solistin, auch in französischen Jazzbands
- Jürgen Karthe, Solist in div. deutschen Tangogruppen wie Tango Amoratado, Autor eines Standardwerkes zur Geschichte des Bandoneons.
- Carel Kraayenhof, niederländischer Musiker
- Pedro Laurenz, Solist, Komponist und Arrangeur, Tango-Literatur
- Pedro Maffia, Solist, Komponist und Arrangeur, Tango-Literatur
- Néstor Marconi, Solist, Komponist und Arrangeur, Tango-Literatur
- Alfredo Marcucci, Solist, Tango und Folklore
- Rodolfo Mederos, Solist, Komponist und Arrangeur, Tango-Literatur
- Hans Joachim Ment, Solist, Komponist und Arrangeur
- Gabriel Merlino, Solist und Bandoneonlehrer
- Juan José Mosalini, Solist, Komponist und Arrangeur, Tango und Jazz
- Klaus Paier, Solist, Komponist, Jazz, Tango
- Astor Piazzolla, Solist, Komponist, Arrangeur und Begründer des Tango Nuevo
- Mario Stefano Pietrodarchi, Akkordeonist, Bandoneonist
- Osvaldo Piro, Solist, Komponist und Arrangeur, Tango-Literatur
- Walter Pörschmann, Solist und Komponist
- Helena Rüegg, deutsche Solistin und Komponistin
- Dino Saluzzi, Solist und Komponist, Tango, Jazz, World Music und Folklore
- Luis Stazo, Solist, Komponist und Arrangeur
- Pit Therre, Leiter des Theaters am Marienplatz in Krefeld
- Aníbal Troilo, Solist, Komponist und Arrangeur, Tango-Literatur
- Miguel Varvello, Solist, Komponist und Arrangeur, Tango-Literatur

## Trivia
In dem Roman Das Bernsteinmädchen wird der Charakter des Bandoneons so gezeichnet:
„Das hier“, der Musiker klappte mit der flachen Hand auf das Instrument auf seinem Schoß, „das ist meine wahre Musik. Das ist Leidenschaft, das ist Schmerz, Freude, Gefühl. Klavier ist Schöngeisterei, wohl geformte Töne in kalkulierter Anordnung. Sauber und adrett, in ewig währender Monotonie, ohne Mut, aus dem vorgegebenen Raster auszubrechen. Aber das Bandoneon, das darf weinen und lachen, darf höflich sein und murren, darf sauber daherkommen wie ein Mädchen zur Kommunion oder angeschmutzt wie eine Straßendirne. Das Bandoneon ist wie das Leben, und der Tango füllt es mit Gefühl. Komm, setz dich zu mir, ich will es dir zeigen.“

## Diskographie
- Astor Piazzolla: Konzert für Bandoneon. Lothar Hensel, Johannes Goritzki u. Deutsche Kammerakademie Neuss. Capriccio 1996. CD 10565
- Tres movimientos tanguísticos porteños. Konzert für Bandoneon. Josep Pons und Orquestra de Cambra Teatre Lliure. Harmonia Mundi France 1996. HMC 901595 (CD)

## Film
- Film zum Tanztheater Bandoneón. Pina Bausch en Buenos Aires. Argentinien 1995; 45 Minuten; Regie: Milos Deretich, Gabriela Schmidt, Gabriela Massuh. Produktion: Goethe-Institut Buenos Aires. Musik: Astor Piazzolla.
- El último Bandoneón (Das letzte Bandoneon), Argentinien 2005; 79 Minuten; Regie: Alejandro Saderman; mit Rodolfo Mederos, Marina Gayotto. Musik: Rodolfo Mederos u. v. a.
- Klaus Wildenhahn: Bandoneon, 2 Teile, 1981, 2. Teil mit Günter Westerhoff, NDR